# Cheilodipterus singapurensis
Cheilodipterus singapurensis är en fiskart som beskrevs av Bleeker, 1859-60. Cheilodipterus singapurensis ingår i släktet Cheilodipterus och familjen Apogonidae. IUCN kategoriserar arten globalt som livskraftig. Inga underarter finns listade i Catalogue of Life.